# Petrichor

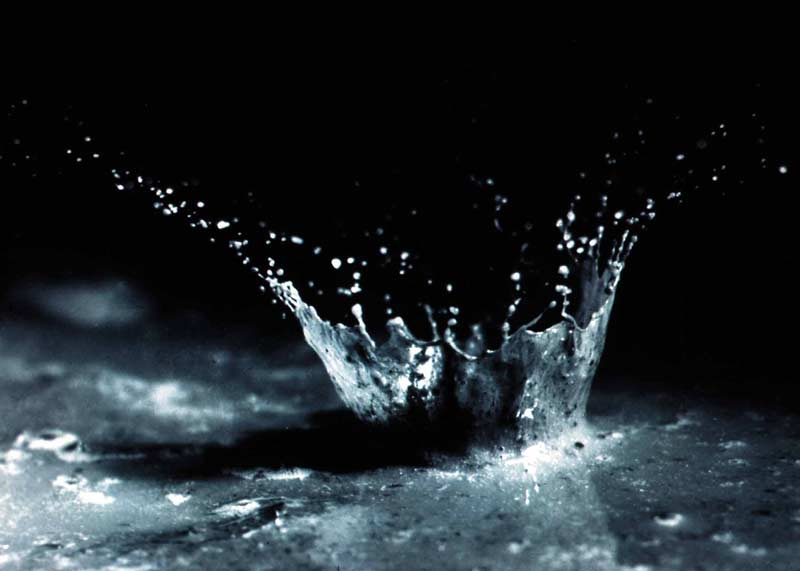
Mieszanka gleby i wody w momencie upadku kropli deszczu

Petrichor – specyficzny ziemisty zapach powstający w momencie spadania deszczu na suchą glebę. 
Termin „petrichor” zaproponowała w 1964 r. para australijskich badaczy z ośrodka Commonwealth Scientific and Industrial Research Organisation (CSIRO), Isabel Joy Bear i Richard Grenfell Thomas w artykule Nature of argillaceous odour opublikowanym w czasopiśmie Nature. Ma wskazywać on, że zapach ten można uważać za ichor (gr. ἰχώρ) – eteryczny płyn płynący zamiast krwi w żyłach bogów – pochodzący ze skały lub kamienia (gr. petra, πέτρα).
Zjawisko charakterystycznego zapachu gleby po deszczu było badane już w XIX w. W 1891 r. pisali o nim francuscy chemicy M.P. Berthelot i G. André. W tym samym roku w czasopiśmie Scientific American ukazała się krótka notatka T.L. Phipsona The Odor of the Soil after a Shower, w której autor pisze, że zajmował się tym tematem ponad dwadzieścia pięć lat wcześniej, jednak nie opublikował swoich wyników. Doszedł jednak wówczas do wniosku, że opisywany zapach był spowodowany obecnością w glebie substancji organicznych podobnych do olejków eterycznych roślin, pochodzących z kwiatów i wydzielających się pod wpływem deszczu. Podjął próby wyizolowania substancji odpowiedzialnych za zapach i stwierdził bardzo wysokie podobieństwo z substancją, którą nazwał bromo-cedren, pochodzącą z olejku cedrowego.
W interpretacji Bear i Thomasa podczas suchej pogody niektóre rośliny wydzielają do powietrza olejki eteryczne, które są absorbowane w glebie i uwalniane do powietrza pod wpływem deszczu. W toku dalszych badań naukowcy ci doszli do wniosku, że petrichor jest wynikiem kilku naturalnych procesów:
1. Emisji do atmosfery lotnych związków organicznych pochodzenia roślinnego i zwierzęcego.
2. Ich degradacji, częściowego utlenienia i nitrowania w atmosferze.
3. Selektywnej adsorpcji powstałych produktów przez krzemionkę i krzemiany powszechnie obecne w glebie.
4. Dalszej transformacji chemicznej zaadsorbowanych związków.
5. Uwolnieniu lotnych produktów z gleby w wyniku wyparcia ich przez wodę.

Współcześnie uważa się, że oprócz wydzielania zaadsorbowanych związków, na zapach petrichor składa się też geosmina, produkt uboczny metabolizmu promieniowców.
Ludzki nos jest niezwykle wrażliwy na geosminę i jest w stanie wykryć ją w powietrzu przy stężeniu 5 części na bilion. Niektórzy naukowcy uważają, że ludzie lubią zapach gleby po deszczu, ponieważ przetrwanie ich przodków zależało od deszczowej pogody.
W 2015 roku naukowcy z Massachusetts Institute of Technology (MIT) użyli kamery szybkoklatkowej celem zarejestrowania, powstawanie aerozolu podczas zraszania różnych materiałów, w tym 16 różnych gleb. Gdy kropla wody spadnie na porowatą powierzchnię, np. glebę piaszczystą lub gliniastą, powietrze z porów tworzy małe pęcherzyki, które unoszą się na powierzchnię i uwalniają aerozole, zawierające m.in. substancje zapachowe. Zjawisko to występuje intensywniej przy deszczach słabych i umiarkowanych, natomiast przy deszczu silnym krople uderzają w podłoże z tak dużą szybkością, że pęcherzyki nie mają czasu na sformowanie się.